# Lâu đài Chambord

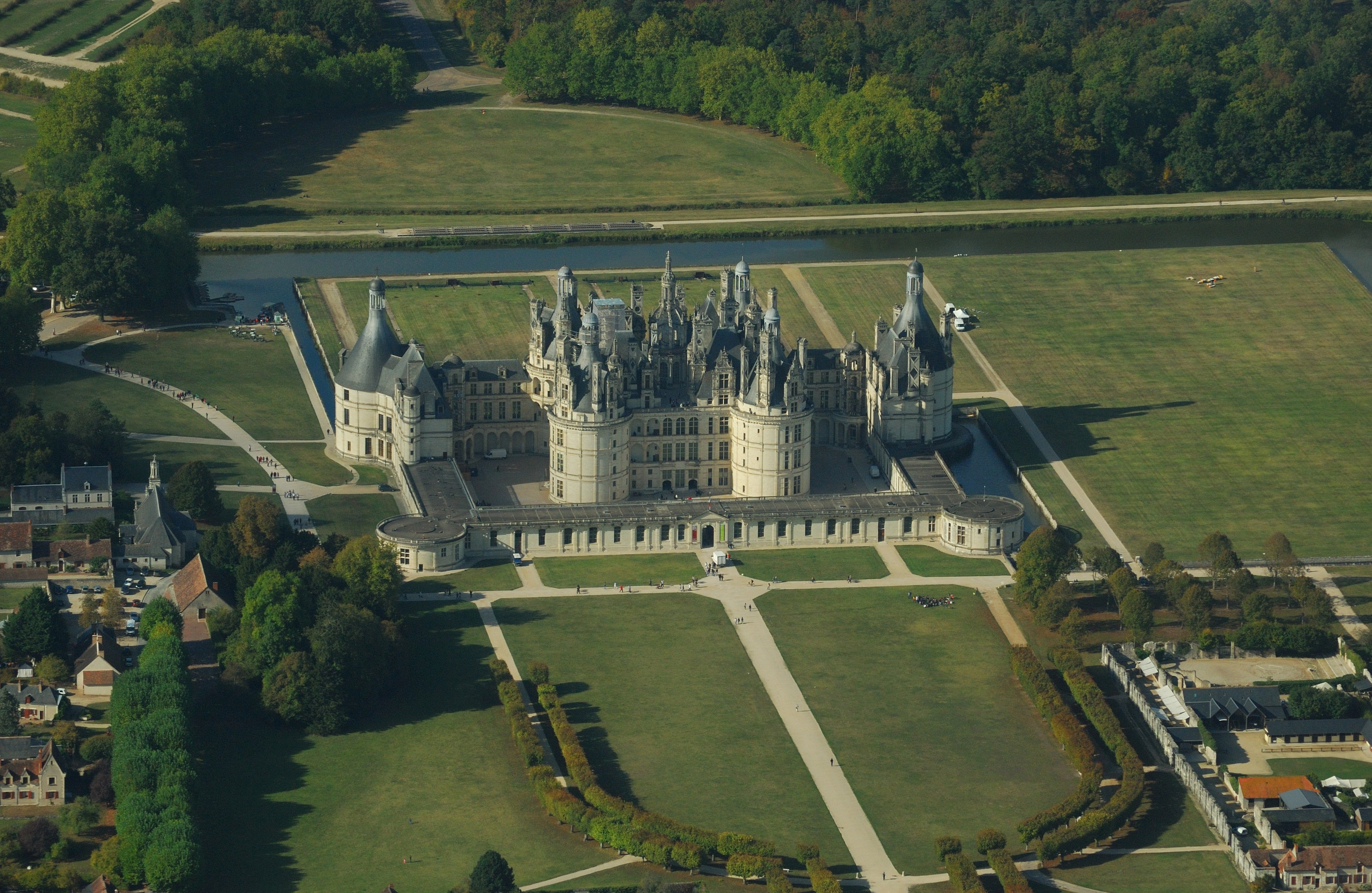
Lâu đài Chambord

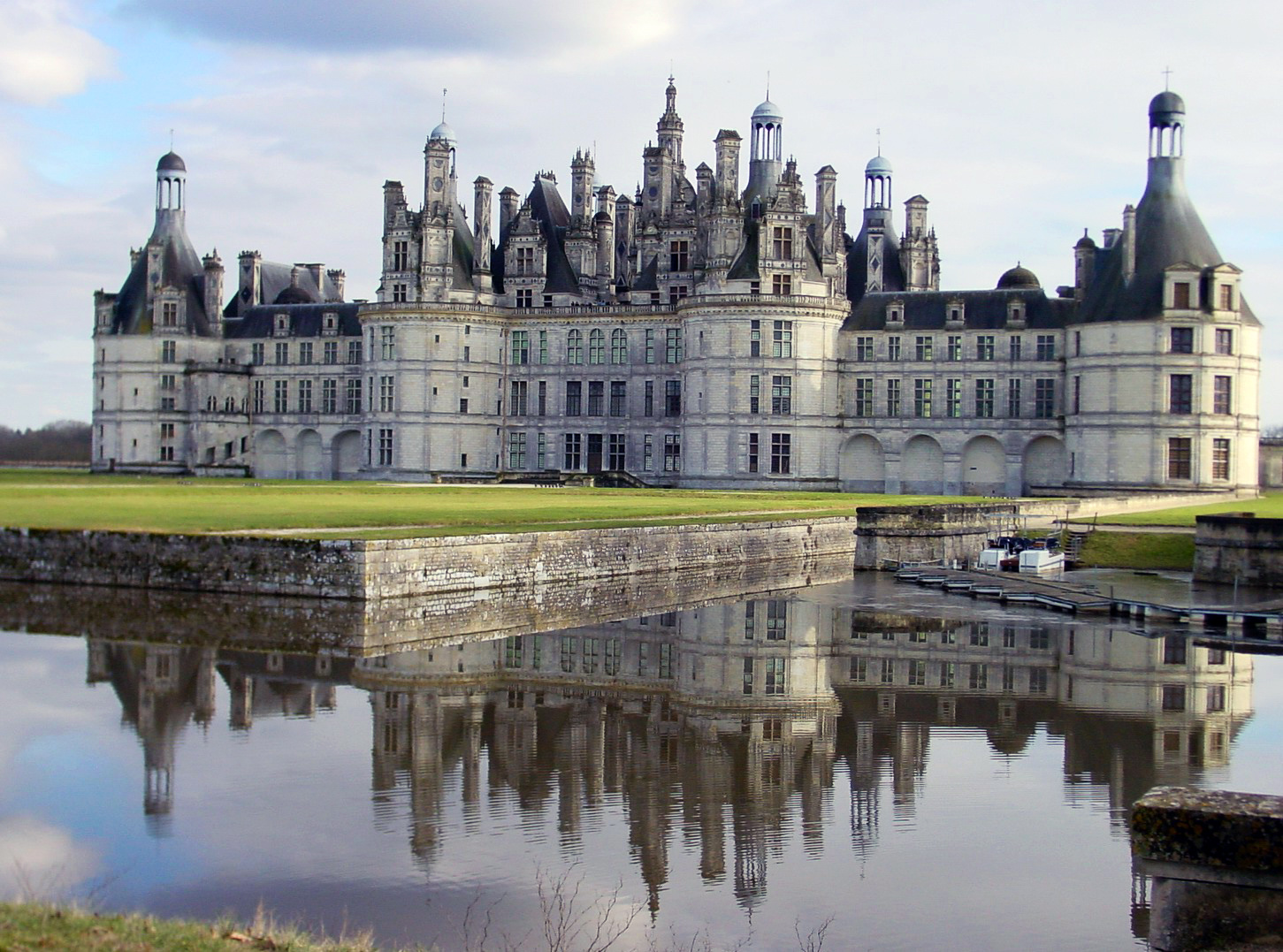
Lâu đài Chambord

Lâu đài Chambord hay Lâu đài Hoàng gia tại Chambord, được xây dựng ở Loir-et-Cher, Pháp là một trong các lâu đài dễ nhận diện nhất trên thế giới vì phong cách kiến trúc Phục hưng Pháp rất riêng biệt của nó kết hợp các hình thức truyền thống Pháp thời trung cổ với cấu trúc Phục hưng cổ điển.
Lâu đài được xây dựng bởi vua François I và không bao giờ được hoàn thành, một phần để được gần người tình của mình Comtesse de Thoury, Claude Rohan, vợ của Julien de Clermont, một thành viên của một gia đình rất quan trọng của Pháp, có Domaine, lâu đài de Muides, liền kề.  vũ khí của cô con số trong các trang trí chạm khắc của lâu đài.
Lâu đài Chambord là lâu đài lớn nhất ở thung lũng Loire, nó được xây dựng để phục vụ như là một nơi nghỉ săn bắn cho François I, người duy trì nhà ở hoàng gia của mình tại lâu đài Blois và lâu đài Amboise. Bản thiết kế ban đầu của lâu đài Chambord là do (mặc dù vẫn còn những nghi ngờ) Domenico da Cortona thực hiện. Một số tác giả cho rằng kiến trúc sư Pháp thời kỳ Phục hưng - Philibert Delorme đã có một vai trò đáng kể trong thiết kế của lâu đài, và những người khác đã gợi ý rằng Leonardo da Vinci có thể đã thiết kế tòa lâu đài này.
Lâu đài Chambord được thay đổi đáng kể trong thời gian hai mươi năm xây dựng (1519-1547), trong thời gian đó, nó đã được giám sát trên địa điểm Pierre Nepveu. Với việc gần hoàn thành lâu đài, François cho thấy biểu tượng khổng lồ của ông về sự giàu có và quyền lực.